# Peter Kruschwitz
Peter Kruschwitz (* 1973) ist ein deutscher Klassischer Philologe und Epigraphiker.

## Werdegang
Peter Kruschwitz hat an der Freien Universität Berlin lateinische und griechische Philologie studiert. Im Jahre 1999 wurde er ebendort bei Gabriele Thome promoviert. Von 1997 bis 2007 war er an der Berlin-Brandenburgischen Akademie der Wissenschaften als wissenschaftlicher Mitarbeiter beim Corpus Inscriptionum Latinarum beschäftigt. Von 2005 bis 2007 nahm er ein Emmy-Noether-Stipendium an der University of Oxford wahr, wo er im Jahre 2007 als Visiting Fellow am All Souls College wirkte. Im Anschluss wurde Kruschwitz an die University of Reading berufen, wo er von 2011 bis 2019 als Professor of Classics wirkte. Seit Oktober 2019 ist er Professor für Antike Kulturgeschichte am Institut für Alte Geschichte und Altertumskunde, Papyrologie und Epigraphik der Universität Wien.
2014 erfolgte Kruschwitzs Ernennung zum Socius und Academicus ordinarius der Pontificia Academia Latinitatis. 2014/2015 erhielt er von der British Academy ein Mid-Career Fellowship für ein Projekt zum Thema Poetry of the People – Poetry for the People. 2019 wurde er in die Academia Europaea gewählt sowie zum Visiting Professor in the School of Humanities an der Universität Reading (2019–2022) ernannt.
2019 warb Kruschwitz einen ERC Advanced Grant ein (MAPPOLA – Mapping out the poetic landscape(s) of the Roman Empire, 2019–2024).

## Forschung
In seiner Forschung beschäftigt sich Kruschwitz vorrangig mit der lateinischen Sprache, Literatur und Epigraphik der römischen Republik. Er ist mit zahlreichen Publikationen vor allem zu den Carmina Latina Epigraphica, Plautus, Terenz, zu den pompejanischen Wandinschriften sowie allgemein zur lateinischen Linguistik hervorgetreten. Kruschwitz gehört damit zu den wenigen Latinisten, die sich in gleichem Maße dokumentarischen wie literarischen Quellen widmen.

## Publikationen (Auswahl)
- Carmina Saturnia Epigraphica. Einleitung, Text und Kommentar zu den saturnischen Versinschriften. Steiner Verlag, Stuttgart 2002 (zugleich Dissertation FU Berlin 1999).
- Terenz. Olms-Verlag, Hildesheim 2004.
- Römische Inschriften und Wackernagels Gesetz. Untersuchungen zur Syntax epigraphischer Texte aus republikanischer Zeit. Winter, Heidelberg 2004.
- mit Matthias Schumacher: Das vorklassische Lehrgedicht der Römer. Winter Heidelberg 2005, ISBN 978-3-8253-1691-4
- mit Widu-Wolfgang Ehlers, Fritz Felgentreu (Hrsg.): Terentius Poeta. C. H. Beck, München 2007.
- Die metrischen Inschriften der römischen Republik. W. de Gruyter, Berlin/New York 2007.